# Piteu (rei)
Segons la mitologia grega, Piteu (en grec antic: Πιτθεύς) va ser un rei de Trezè, fill de Pèlops i d'Hipodamia, i germà de Tiestes, d'Atreu i de Trezè.
Hom li atribuïa la fundació a la ciutat de Trezè del temple grec més antic, el d'Apol·lo Teari. Tenia gran reputació de savi i eloqüent, i era un endeví expert. Per això, interpretant l'oracle segons el qual un fill d'Egeu seria un gran heroi, va aprofitar una visita d'aquest per emborratxar-lo i fer que passés la nit amb la seua filla Etra, i per aquesta unió es va convertir en avi de Teseu. Per això Teseu tenia drets dinàstics sobre el tron de Trezè.
Piteu també es va encarregar de l'educació d'Hipòlit, el fill de Teseu i de l'amazona Hipòlita.